# Аль-Наср (футбольный клуб, Салала)
«Аль-Наср» — оманский футбольный клуб, базирующийся в Салала, выступающий в Оманской профессиональной лиге.

## История
«Аль-Наср» был создан в 1972 году на базе команды по пляжному футболу. Впервые клуб стал чемпионом страны в 1980 году, через год повторив свой успех. В третий раз победив в национальном чемпионате в 1989 году, команда приняла участие в Азиатском Кубке чемпионов 1990/1991. «Аль-Наср» прошёл квалификацию, но занял последнее место в группе с китайским «Ляонином» и индонезийской «Пелитой Джаей».
В 1995 году «Аль-Наср» впервые стал обладателем национального кубка, что позволило ему выступить в Кубке обладателей кубков Азии 1996/1997. На этом турнире команда прошла катарский «Аль-Иттихад» за счёт большего количества голов на чужом поле, но была разгромлена в четвертьфинале саудовским «Аль-Хилялем» со счётом 0:5. В сезоне 1997/98 «Аль-Наср» вновь стал чемпионом Омана, на десять очков опередив ближайшего преследователя. На Арабском клубном кубке чемпионов в 2000 году клуб не смог преодолеть квалификационный турнир, одержав лишь одну победу над катарским «Аль-Иттихадом». В 2003 году в рамках того же турнира «Аль-Наср» обыграл в первом матче первого раунда иорданский «Аль-Фейсали», но в ответном поединке был разгромлен в гостях с результатом 1:4 и покинул турнир. По итогам Оманской лиги 2003/04 клуб в пятый раз стал чемпионом страны, чему способствовало и снятие с отставшего от него на один балл «Маската» четырёх очков. На Кубке Азии 2004 в Китае сборную Омана представляли игроки «Аль-Насра»: защитник Набиль Ашур, полузащитник Фавзи Башир и нападающий Хашим Салех.
В Кубке АФК 2006 «Аль-Наср» выиграв все матчи в группе с индийским «Демпо» и туркменским «Мервом» уступил в четвертьфинале бахрейнскому «Аль-Мухарраку». 
По итогам чемпионата 2010/11 «Аль-Наср» занял последнее место и покинул Оманскую лигу. На возвращение обратно команде понадобился год. 

## История выступлений
| Сезон   | Дивизион        | Место   | Кубок |
| ------- | --------------- | ------- | ----- |
| 2003/04 | Оманская лига   | Чемпион |       |
| 2004/05 | Оманская лига   | 7-е     |       |
| 2005/06 | Оманская лига   | 4-е     |       |
| 2006/07 | Оманская лига   | 4-е     |       |
| 2007/08 | Оманская лига   | 5-е     |       |
| 2008/09 | Оманская лига   | 10-е    |       |
| 2009/10 | Оманская лига   | 7-е     |       |
| 2010/11 | Оманская лига   | 12-е    |       |
| 2011/12 | Первый дивизион | 2-е     |       |
| 2012/13 | Оманская лига   | 5-e     |       |

## Достижения
- Чемпион Омана (5): 1979/80, 1980/81, 1988/89, 1997/98, 2003/04
- Кубок Омана (4): 1995/96, 2000/01, 2002/03, 2005/06